# Israel Machado Campelo Andrade
Israel Machado Campelo Andrade (Salvador, 17 gennaio 1960) è un ex cestista brasiliano, professionista in Brasile e in Italia.

## Carriera
Giunto nel campionato italiano a metà degli anni ottanta, Israel ha conquistato la promozione in serie A1 sia a Fabriano (stagione 1987-88) sia a Rimini (stagione 1991-92).
Ha chiuso la sua carriera da professionista in Brasile a 42 anni tra le file dell'Hebraica, entrando poi nel suo staff tecnico dopo il ritiro dall'attività agonistica.

## Palmarès
Con il Monte Líbano ha vinto in patria 4 campionati:

1982, 1984, 1985, 1986
Con la maglia della Nazionale ha vinto:
- Oro ai Giochi panamericani 1987

Ha inoltre disputato:
- Campionati mondiali 1982: 8º posto
- Olimpiade 1984: 9º posto
- Campionati mondiali 1986: 4º posto
- Olimpiade 1988: 5º posto
- FIBA Americas 1989: 3º posto
- Campionati mondiali 1990: 5º posto
- Olimpiade 1992: 5º posto